# فرانسيس يسيدرو
كان فرانسيس يسيدرو أيدجورث (بالإنجليزية: Francis Ysidro Edgeworth)‏ فيلسوفًا إيرلنديًا واقتصاديًا سياسيًا قدم مساهمات كبيرة في أساليب الإحصاء خلال الثمانينيات من القرن التاسع عشر. وابتداءً من عام 1891، تم تعيينه كمحرر مؤسس لـ "المجلة الاقتصادية (بالإنجليزية: The Economic Journal)‏".

## حياة
فرانسيس يسيدرو أيدجورث (1850-1926) كان عالم اقتصاد وعالم إحصاء بريطاني الجنسية، ويعتبر أحد الشخصيات الرائدة في تاريخ الاقتصاد الرياضي. وُلد في دبلن، أيرلندا، ابن فرانسيس بوفورت أيدجورث وزوجته روزا فلورنتينا ، ابنة الجنرال الكاتالوني أنطونيو إيروليس. وتعلم في جامعة أكسفورد وكان يدرس الرياضيات والفلسفة واللغات الكلاسيكية.
في سن العشرين، بدأ أيدجورث العمل كمحرر لصحيفة "ذي إيكونوميست"، حيث كان يكتب عن القضايا الاقتصادية. ومن هنا بدأ اهتمامه بالاقتصاد، وأصبح مشهورا بنظرياته الرياضية المتعلقة بالاقتصاد والإحصاء.
وقد ترك أثرا كبيرا في هذا المجال، حيث قام بتطوير عدة نظريات ونماذج اقتصادية، مثل نظرية المنفعة الحدية (بالإنجليزية: Marginal Utility Theory)‏ ونظرية الاختلاف الكمي (بالإنجليزية: The Law of Diminishing Marginal Utility)‏، وكذلك نظرية الاتفاق (بالإنجليزية: The Contract Curve)‏، والتي تناولت كيفية توزيع الثروة بين الأفراد.
و منحته الجمعية الإحصائية الملكية ميدالية جاي الذهبية في عام 1907، وشغل أيدجورث منصب رئيس الجمعية الإحصائية الملكية ، 1912. 

## مساهمات في الاقتصاد
كان أيدجورث شخصية مؤثرة للغاية في تطوير الاقتصاد الكلاسيكي الجديد. كان أول من طبق بعض التقنيات الرياضية الرسمية على صنع القرار الفردي في الاقتصاد. طور نظرية المنفعة ، وقدم منحنى اللامبالاة وصندوق إدجورث الشهير ، والذي أصبح الآن مألوفا للطلاب الجامعيين في الاقتصاد الجزئي. وهو معروف أيضا بتخمين إدجورث ، الذي ينص على أن جوهر الاقتصاد يتقلص إلى مجموعة من التوازنات التنافسية مع زيادة عدد الوكلاء في الاقتصاد. في الإحصائيات ، يتم تذكر إدجورث بشكل بارز من خلال وجود اسمه على سلسلة إدجورث.
على الرغم من أن أفكار أيدجورث الاقتصادية كانت أصلية وعميقة ، إلا أن معاصريه كثيرا ما اشتكوا من طريقة تعبيره لعدم الوضوح. كان عرضة للإسهاب وصياغة كلمات غامضة دون تقديم تعريف للقارئ.

### نظرية حدود أيدجورث (Edgeworth's limit)
عندما يزداد عدد العوامل في الاقتصاد ، تقل درجة عدم التحديد. في الحالة المحدودة لعدد لا حصر له من الوكلاء (المنافسة الكاملة) ، تصبح مجموعة العقود المحتملة محددة تماما ومطابقة ل "توازن" الاقتصاديين. الطريقة الوحيدة لحل عدم تحديد العقد هي اللجوء إلى المبدأ النفعي المتمثل في تعظيم مجموع مرافق التجار على نطاق التسويات النهائية.

### التجارة العالمية
كان أول من استخدم منحنيات العرض ومنحنيات اللامبالاة المجتمعية لتوضيح مقترحاته الرئيسية ، بما في ذلك "التعريفة المثلى".

### مفارقة الضرائب
قد يؤدي فرض الضرائب على سلعة ما في الواقع إلى انخفاض في السعر.
لقد وضع الأسس النفعية للضرائب التصاعدية للغاية ، بحجة أن التوزيع الأمثل للضرائب يجب أن يكون بحيث "يجب أن يكون المنفعة الهامشية التي يتكبدها كل دافع ضرائب هي نفسها" (Edgeworth ، 1897).

### التسعير الاحتكاري
في عام 1897 ، في مقال عن التسعير الاحتكاري ، انتقد أيدجورث حل كورنو الدقيق لمشكلة الاحتكار الثنائي مع تعديلات الكمية بالإضافة إلى نتيجة برتراند "التنافسية على الفور" في نموذج الاحتكار الثنائي مع تعديل السعر. في الوقت نفسه ، أظهر أيدجورث كيف أدت المنافسة السعرية بين شركتين مع قيود على القدرات وإرتفاع منحنيات التكلفة الحدية إلى عدم التحديد. أدى هذا إلى ظهور نموذج بيرتراند إيدجوورث لاحتكار القلة.

### نظرية الإنتاجية الهامشية
انتقد أيدجورث نظرية الإنتاجية الحدية في عدة مقالات (1904 ، 1911) ، وحاول تحسين نظرية التوزيع الكلاسيكية الجديدة على أساس أكثر صلابة. على الرغم من أن عمله في مسائل تمويل الحرب خلال الحرب العالمية الأولى كان أصليا ، إلا أنها كانت نظرية بعض الشيء ولم تحقق التأثير العملي الذي كان يأملهُ.